# Pacific Blackout
Pacific Blackout è un film del 1941 diretto da Ralph Murphy.
È un film di spionaggio statunitense con Robert Preston, Martha O'Driscoll e Philip Merivale.

## Produzione
Il film, diretto da Ralph Murphy su una sceneggiatura di Lester Cole e W.P. Lipscomb e un soggetto di Franz Schulz e Curt Siodmak, fu prodotto da Sol C. Siegel per la Paramount Pictures e girato nei Paramount Studios a Hollywood, Los Angeles, California, dal 18 agosto a metà settembre 1941. Il titolo di lavorazione fu  Air Raid .

## Colonna sonora
- I Met Him in Paris - scritta da Hoagy Carmichael e Helen Meinardi, cantata da Eva Gabor

## Distribuzione
Il film fu distribuito negli Stati Uniti dal 31 dicembre 1941 al cinema dalla Paramount Pictures. Un titolo di predistribuzione fu Midnight Angel che fu poi cambiato in Pacific Blackout con l'entrata degli Stati Uniti nella seconda guerra mondiale.
Altre distribuzioni:
- in Svezia il 4 ottobre 1943 (Flykt under mörkläggning)
- in Finlandia il 3 maggio 1946 (Hirsipuun varjossa)
- in Argentina (Ángel de medianoche)

## Promozione
Le tagline sono:
- Murder in the dark...and the most thrilling and different manhunt ever staged!
- TENSE! TIMELY! TERRIFIC!
- MURDER IN THE DARK!..And a vital defense weapon is the stake...in this thrilling and romantic manhunt! (original ad)
- Anything and everything can---and does happen---in the most timely drama you have ever thrilled to!
- HE ESCAPED THE LAW...but Got Caught in the Toils of Love!